# Personas LGBT en ciencia

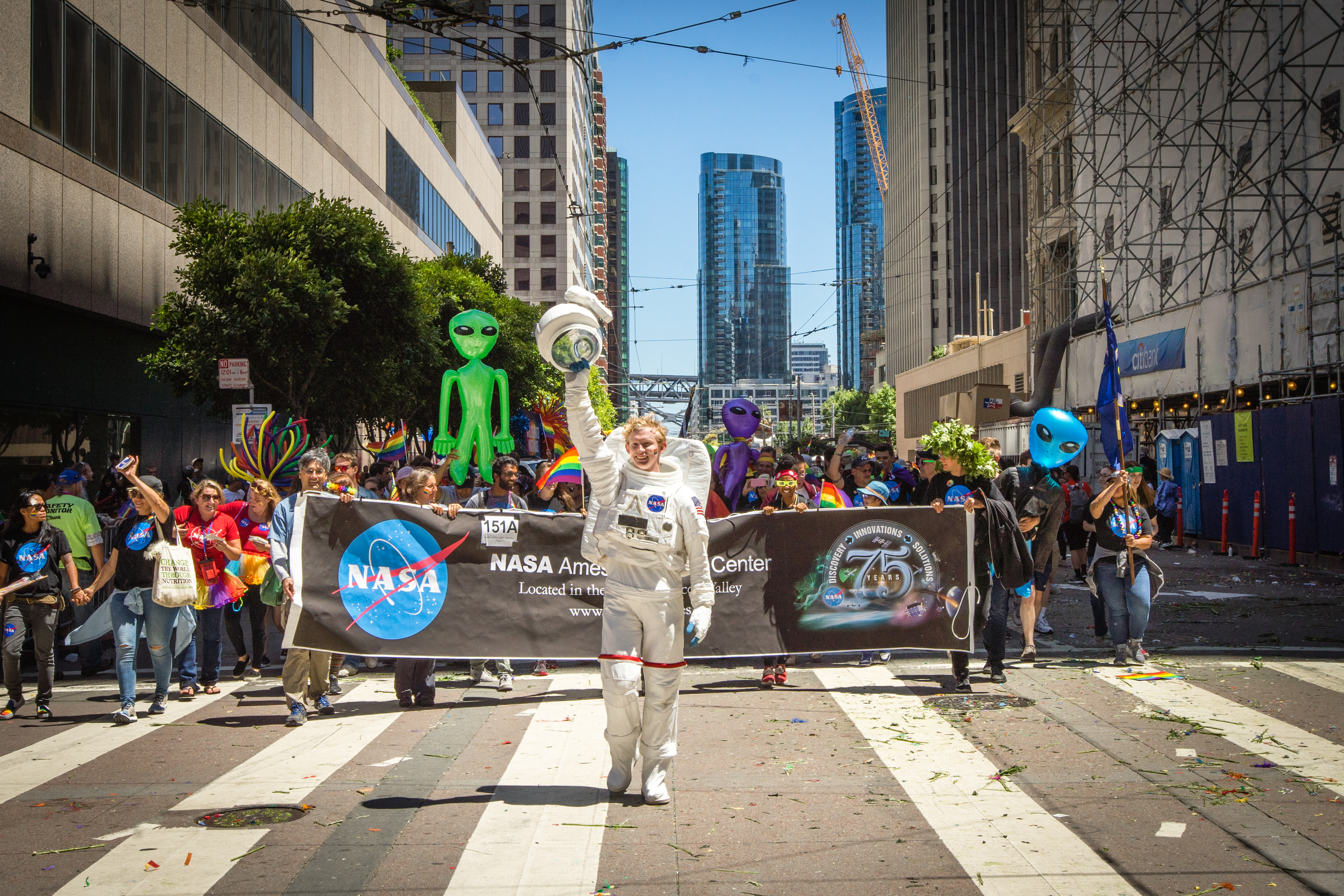
Desfile del orgullo LGBT de la NASA en Silicon Valley

Las personas LGBT en ciencia son estudiantes, profesionales, aficionados y cualquier otra persona que se identifique como LGBT y esté interesada en la ciencia.

## Dificultades para las personas LGBT en la ciencia
Hay tradiciones y expectativas de que las personas LGBT no deberían estudiar ni tener carreras científicas, según Manil Suri. En 2016, la American Physical Society publicó una lista de formas en que los físicos LGBT tienen una experiencia profesional más difícil que sus contrapartes no LGBT.
Estudios han demostrado que muchos profesores e investigadores LGBT no expresan libremente su identidad en sus departamentos, y salir del clóset puede afectar negativamente la retención en el trabajo. Esto es de particular importancia en el campo STEM, ya que las culturas de trabajo y los entornos profesionales dentro de este campo de trabajo a menudo pueden excluir o alienar la existencia de la comunidad LGBT y las personas que la integran.

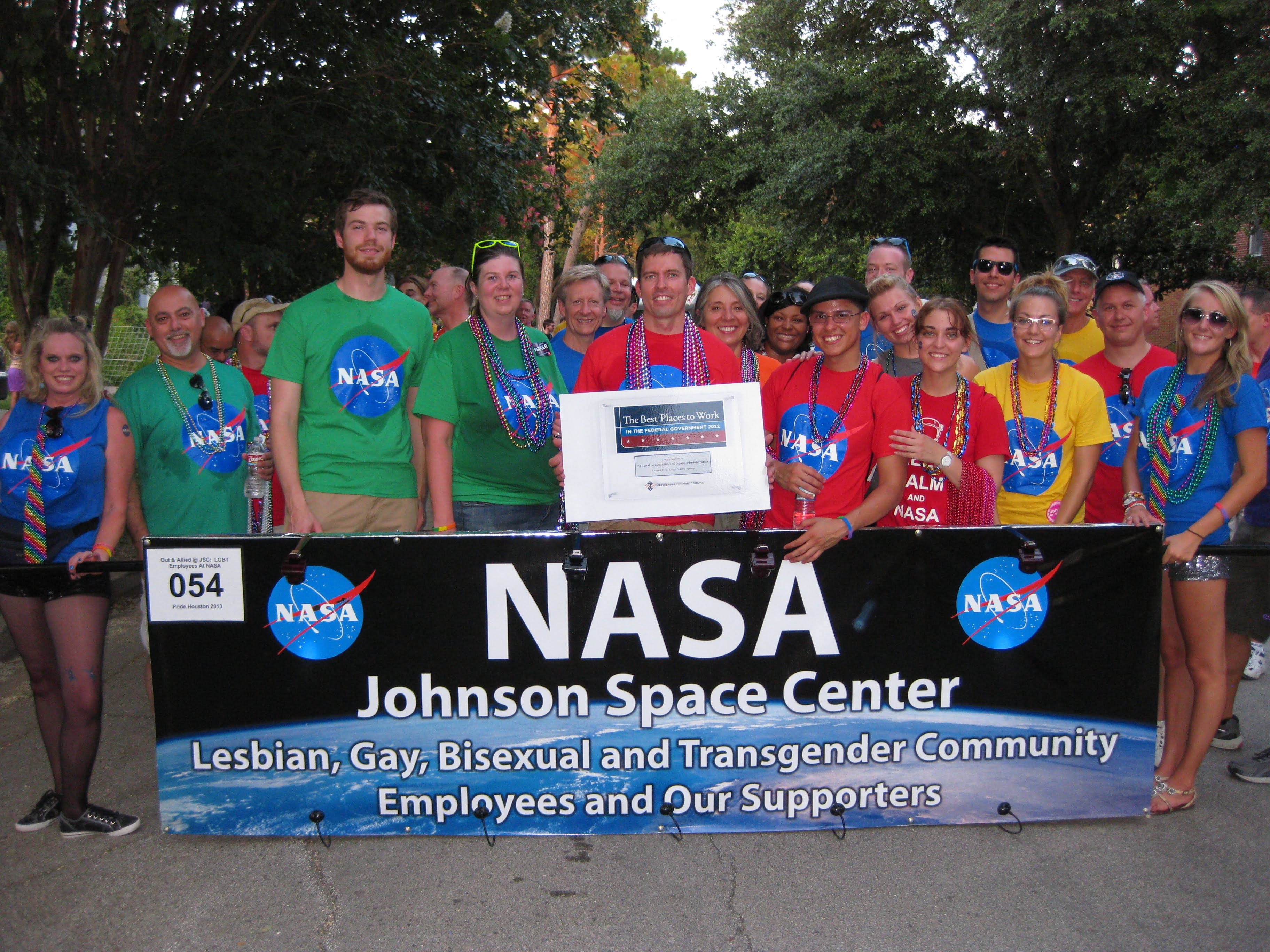
LGBT NASA employees at the Johnson Space Center

El químico David Smith especuló que la visibilidad de más modelos a seguir LGBT en la ciencia facilitaría que otros estudiantes LGBT se unieran a las ciencias, y realizó una encuesta que parecía respaldar este punto de vista.
En el apogeo del Terror Lila, el astrónomo Frank Kameny fue despedido por el Servicio de Mapas del Ejército de EE. UU. en 1957, poco después de su doctorado en la Universidad de Harvard. En 1958, se le prohibió el empleo futuro en el gobierno federal. Posteriormente, radicalizado, se convirtió en "una de las figuras más importantes" del movimiento estadounidense por los derechos de los homosexuales. Según el químico Abhik Ghosh, el legendario químico de porfirinas Martin Gouterman (solo unos años menor que Kameny) logró escapar de una persecución similar y pudo seguir una exitosa carrera científica en la Universidad de Washington.
El matemático, informático, lógico, criptoanalista, filósofo y biólogo teórico Alan Turing fue un destacado erudito inglés LGBT durante el siglo XX que dirigió a un grupo de criptoanalistas a descifrar el código de la Máquina Enigma, lo que finalmente ayudó a cambiar el rumbo de la Segunda Guerra Mundial. A pesar de su servicio a la causa aliada, fue procesado en 1952 por actos homosexuales y la mayor parte de su trabajo académico fue encubierto a través de la Ley de Secretos Oficiales.
Un informe sobre una encuesta de 2015 de estudiantes universitarios de Estados Unidos encontró que los estudiantes homosexuales en ciencias tenían más probabilidades de cambiar su especialización a una materia fuera de la ciencia que los estudiantes no LGBT. Algunos comentaristas académicos que estudian temas LGBT comentaron que los estudiantes LGBT enfrentan barreras sociales para estudiar ciencias que las personas no LGBT no experimentan. Varias organizaciones activistas utilizaron este estudio como evidencia de apoyo de que los cambios sociales podrían brindar igualdad de oportunidades para que las personas LGBT estudien y tengan carreras científicas.

## Organizaciones y campañas

### Estados Unidos

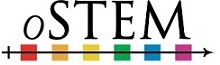
Logo de "oSTEM" (Out in Science, Technology, Engineering, and Mathematics).

En reconocimiento de que las personas LGBT están subrepresentadas en las ciencias, varias universidades tienen programas para alentar a más estudiantes LGBT a unirse a sus programas de ciencias. La organización oSTEM -  Out in Science, Technology, Engineering, and Mathematics [Fuera (del closet) en Ciencia, Tecnología, Ingeniería y Matemáticas] tiene una red de alrededor de 90 capítulos estudiantiles en universidades de los Estados Unidos. oSTEM tiene una conferencia anual y tiene como objetivo proporcionar un lugar para que los estudiantes LGBT en ciencias se reúnan, ya sea que estén fuera o no.
Otras organizaciones profesionales para personas LGBT en la ciencia incluyen la Organización Nacional de Científicos y Profesionales Técnicos Gays y Lesbianas (NOGLSTP). NOGLSTP educa a las comunidades profesionales sobre temas LGBT y ofrece dos becas al año.  En 2018, Lauren Esposito, curadora de aracnología en la Academia de Ciencias de California, creó la campaña 500 Queer Scientists, que tiene como objetivo promover la inclusión en la ciencia. Los empleados de la NASA realizan anualmente eventos del desfile del Orgullo Gay.

### Reino Unido y Europa

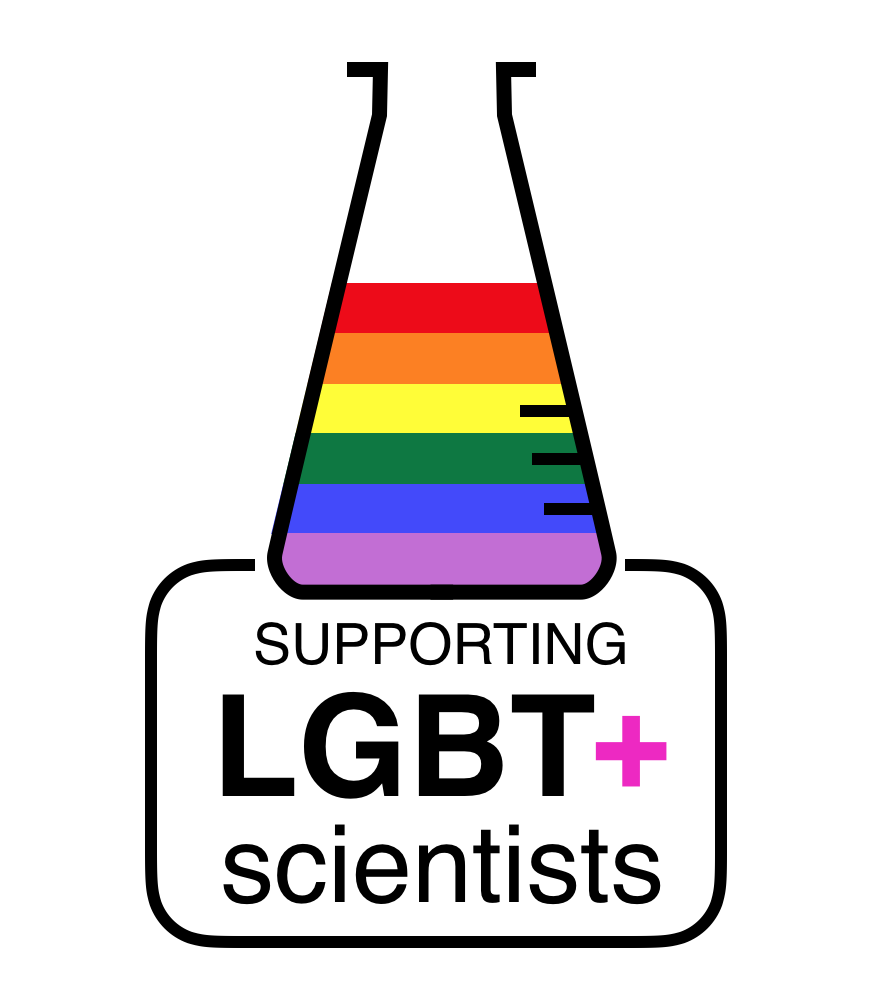
Logo para la campaña LGBT+ Scientists originada por la Universidad de Sussex en el Reino Unido

Pride in STEM, una organización benéfica con sede en el Reino Unido, cofundó el Día Internacional de las Personas LGBTQ + en Ciencias, Tecnología, Ingeniería y Matemáticas. En Alemania, se fundó un movimiento similar bajo el nombre LGBTQ STEM Berlin.
La primera conferencia interdisciplinaria en el Reino Unido para personas LGBTQ+ que trabajan en campos STEM fue el LGBTSTEMinar organizado en la Universidad de Sheffield en 2016. Se ha realizado anualmente desde entonces y en 2020 la Royal Society otorgó el Premio Athena por este trabajo.

### España
PRISMA es una asociación para la diversidad Afectivo-Sexual y de Género en Ciencia, Tecnología e Innovación fundada en 2019. Tiene como objetivos aumentar la inclusión de las personas LGBTQIA+ en el campo científico, técnico y de innovación, así como contribuir a generar una ciencia y tecnología más inclusiva en sus perspectivas y estudios. Dentro de sus acciones y propuestas, ha desarrollado un conjunto de medidas para fomentar la igualdad e inclusión de personas LGBTQIA+ en centros de investigación.
Aunque fue fundada y tiene sede oficial en Pamplona,es una asociación de ámbito estatal, con una delegación en Barcelona,y colaboraciones con diferentes comunidades autónomas y el Ministerio de Ciencia e Innovación.
PRISMA es la organizadora de las Conferencias PRISMA, un encuentro anual en el que personas LGBTQIA+ investigadoras se reúnen para presentar sus trabajos e intercambiar experiencias.

## Otras lecturas
- Welton, Tom (14 de febrero de 2014). «Gay prejudice? It's not easy admitting you're … a scientist». the Guardian (en inglés).
- Barres, Ben; Montague-Hellen, Beth; Yoder, Jeremy (4 de abril de 2017). «Coming out: the experience of LGBT+ people in STEM». Genome Biology 18 (1): 62. PMC 5379691. PMID 28372568. doi:10.1186/s13059-017-1198-y.
- Scarpelli, Andrew (19 de octubre de 2017). «How I realized that LGBT+ scientists like me can inspire others in their field». Massive.